# Uldis Lībergs
Uldis Lībergs (* 22. Juli 1983) ist ein aus Lettland stammender ehemaliger Handballspieler.
Der 2,00 Meter große Lībergs spielte beim Verein ASK-AB.LV Riga, bevor er im Januar 2009 zum HSC 2000 Coburg wechselte. Mit ASK-AB.LV Riga spielte er im EHF-Pokal. Im März 2010 verpflichtete ihn der Landesligist SG Hofgeismar/Grebenstein um den deutsch-lettischen Trainer Edgar Schwank. Er spielte in der Saison 2010/11 in Österreich bei HIT medalp Tirol. Anschließend wechselte er nach Norwegen, wo er bei Kolstad IL, bei Sandefjord TIF und bei Drammen HK spielte, bevor er im Jahr 2014 zum lettischen Verein Jūrmalas Sports wechselte. Dort beendete er 2019 seine Karriere.
Uldis Lībergs gehörte zum Aufgebot der lettischen Männer-Handballnationalmannschaft.
Seine Brüder Mārtiņs Lībergs und Janīs Lībergs sind ebenfalls Handballspieler.